# Die Buddenbrooks (1979)
Die Buddenbrooks ist eine Fernsehserie nach dem Roman Buddenbrooks von Thomas Mann, den Franz Peter Wirth nach einem von ihm selbst gemeinsam mit Bernt Rhotert verfassten Drehbuch verfilmte.

## Episoden
Die Serie gliedert sich in folgende elf Episoden (Tag der Erstausstrahlung):
1. Das neue Haus (15. Oktober 1979)
2. Glückliche Zeit in Travemünde (22. Oktober 1979)
3. Verlobung (29. Oktober 1979)
4. Eine zerrüttete Ehe (5. November 1979)
5. Geschäftsreise nach Amsterdam (12. November 1979)
6. Ein ungewöhnlicher Besucher (19. November 1979)
7. Thomas wird Senator (26. November 1979)
8. Hundertjähriges Jubiläum (3. Dezember 1979)
9. Schlechte Nachricht aus Lübeck (10. Dezember 1979)
10. Der Verkauf des Hauses (17. Dezember 1979)
11. Das Testament (23. Dezember 1979)

## Hintergrund
Bei der Version von Wirth handelt es sich um die insgesamt dritte Verfilmung des Romans. Die aufwendig ausgestattete Serie wurde überwiegend in der Altstadt von Danzig gedreht, zahlreiche bekannte Theater- und Fernsehdarsteller wirkten mit. Kameramann Gernot Roll hat auch bei der Neuverfilmung von 2008 als Kameramann mitgewirkt.

## Kritik
„Fernsehverfilmung des großen Romans von Thomas Mann, die in epischer Breite den Verfall einer hanseatischen Patrizierfamilie in der zweiten Hälfte des 19. Jahrhunderts in Lübeck beschreibt. Eine aufwendige und detailverliebte Inszenierung, die mit opulenten Bildern aufwartet, die letztlich aber die Geschichte nicht glaubhaft zum Leben erwecken kann. Was bleibt, ist ein überlanger Film, der den Geschmack des Bildungsbürgertums zu treffen hofft.“

## Rezeption
Sowohl in der Bundesrepublik Deutschland als auch der DDR wurde die im Herbst 1979 wöchentlich ausgestrahlte Serie bei der Erstausstrahlung als auch bei den Wiederholungen von einem vergleichsweise großen Prozentsatz des Publikums gesehen. Wirth erlangte mit ihr hohes Ansehen, was sowohl auf die gediegene Inszenierung als auch die anerkannten Darsteller zurückgeführt wurde.

## Sekundärliteratur
- Timo Rouget: Die Rezeption im Tonfilm und in anderen Medien. In: Nicole Mattern, Stefan Neuhaus (Hg.): Buddenbrooks-Handbuch. Stuttgart: Metzler 2018, S. 63–70. ISBN 978-3-476-04649-9